# وایکینگ پرس
وایکینگ پرس انگلیسی: Viking Press (به‌طور رسمی ویکینگ پنگوئن، همچنین به عنوان ویکینگ کتاب‌ها شناخته شده) یک شرکت نشر آمریکایی است که متعلق به پنگوئن رندوم هاوس است. این شرکت در سال ۱۹۲۵ توسط هارولد کی گوینزبورگ و جورج اس اپنهایم در نیویورک تأسیس شد و در سال ۱۹۷۵ توسط گروه پنگوئن خریداری شد.

## پیشینه
شرکت وایکینگ در سال ۱۹۲۵ توسط گوینزبورگ و اوپنهایمر تأسیس شد که هدف آن انتشار کتاب‌های غیر داستانی و داستان‌های برجسته با اهمیت دائمی بود. نام و لوگوی شرکت به شکل یک کشتی وایکینگی طراحی شد تا ایده ماجراجویی، کاوش و کارآفرینی را نمایش دهد. این شرکت نویسندگان برجسته داستان، غیر داستانی و تئاتر را دربر گرفته و پنج نویسنده از این شرکت به عنوان برنده جایزه نوبل ادبیات و یک نویسنده به عنوان برنده جایزه صلح نوبل شناخته شده‌اند. در سال ۱۹۴۳، Viking Portable Library معرفی شد و در دهه بعد، آثاری از نویسندگانی مانند Saul Bellow و Jack Kerouac منتشر شدند. شرکت وایکینگ هر سال حدود ۷۵ کتاب منتشر می‌کند و برنده جوایزی نظیر جایزه پولیتزر و جایزه کتاب ملی است.

## چاپ
- کسترل وایکینگ
- وایکینگ ادلت که در سال ۱۹۴۶ به دلیل مداحی جسورانه جان اشتاین بک دچار مشکل قانونی شد و در سال ۱۹۴۷ از اقبال عمومی خارج شد.
- کتاب‌های کودکان وایکینگ
- کتابخانه قابل حمل وایکینگ
- کتاب‌های پاملا دورمن

### بخش کودکان وایکینگ
شرکت وایکینگ پرس در سال ۱۹۳۳ بخشی به نام کتاب کودکان را برای انتشار کتاب‌های کودک تأسیس کرد. اولین کتابی که تحت ویرایشگری مِی مسی به چاپ رسید، کتاب The Story About Ping بود. کتاب‌های این شرکت برنده جوایز نشان نیوبری و نشان کالدکوت شده و شامل کتاب‌هایی همچون The Twenty-One Balloons, Corduroy, Make Way for Ducklings, The Stinky Cheese Man، بیگانگان، پی‌پی جوراب‌بلند و داستان فردیناند هستند. نسخه‌های پشت کتاب‌های این شرکت اکنون توسط پافین بوکس منتشر می‌شوند. از سال ۲۰۱۲ تا به امروز ناشر کودکان وایکینگ شرکت کنث رایت بوده‌است.

### کتابخانه انتقادی وایکینگ
کتابخانه انتشاراتی وایکینگ، نسخه‌های دانشگاهی از متون ادبیاتی را ارائه می‌دهد. مانند نسخه‌های بحث نورتون از انتشارات نورتون، همه عناوین به همراه انتخابی از مقالات بحثی و اسناد مرتبط (شامل استخراجات مرتبط از اثر نویسنده) چاپ می‌شوند. این مجموعه که تنها در دهه‌های ۷۰ و ۹۰ با چاپ‌های پراکنده روبرو شده‌است، از سال ۱۹۹۸ که هیچ عنوان جدیدی منتشر نشده، در حال خاموشی است، با این وجود تعدادی از عناوین موجود همچنان در چاپ هستند. از عناوین موجود می‌توان به «نویز سفید» دون دلیلو، «آمریکایی آرام» گراهام گرین، «دوبلینرها» جیمز جویس و «از راه» جک کرواک اشاره کرد.